# تپه روشندل اسکل ۶
تپه روشندل اسکل ۶ مربوط به سده‌های میانه دوران‌های تاریخی پس از اسلام است و در شهرستان زابل، بخش مرکزی، دهستان بنجار، ۱۵۵۰ متری جنوب شرق روستای روشندل اسکل واقع شده و این اثر در تاریخ ۲۷ اسفند ۱۳۸۶ با شمارهٔ ثبت ۲۲۶۶۲ به‌عنوان یکی از آثار ملی ایران به ثبت رسیده است.